# Elena Gorohova
Elena Gorohova (russisch Елена Горохова, Jelena Gorochowa; * 6. November 1972 in Bălți, Moldauische SSR, Sowjetunion) ist eine ehemals sowjetische, dann moldauische Biathletin und Skilangläuferin. Sie nahm an vier Olympischen Winterspielen teil.
Elena Gorohova arbeitet als Lehrerin und lebt in Chișinău. Sie wurde von Nadejda Bria trainiert und startete für den Armeesportverein. Ihren ersten internationalen Einsatz hatte Gorohova 1990 noch für die Sowjetunion startend bei einem Sprintrennen in Ruhpolding. In diesem Weltcup-Rennen erreichte sie den neunten Platz. Die nächsten Einsätze folgten erst 1993, einen Start bei den Olympischen Spielen 1992 in Albertville verpasste sie noch gegen die starken Mitstreiter des GUS-Teams. Gorohova trat nun für Moldau an. 1994 trat sie erstmals bei Olympischen Spielen an. In Lillehammer wurde sie 68. im Einzel und 69. im Sprint. Die ersten Weltmeisterschaften lief sie 1996 in Ruhpolding. Dort wurde sie 72. im Sprint. Das nächste Großereignis wurden die Olympischen Spiele 1998 in Nagano. Sowohl im Einzel wie in der Verfolgung kam sie auf den 62. Platz. Weitere Teilnahmen an Weltmeisterschaften folgten 2000 am Holmenkollen in Oslo, 2001 in Pokljuka, 2005 in Hochfilzen, 2007 in Antholz und 2009 in Pyeongchang, bei denen sich die Ergebnisse leicht aber stetig verschlechterten. 2006 trat sie zudem in Turin zum dritten Mal bei Olympischen Spielen an und dort 68. im Sprint.
Seit 2001 trat Gorohova zudem auch immer wieder in Skilanglaufrennen an. Noch im Januar des Jahres nahm sie erstmals und bislang zum einzigen Mal an einem Rennen des Skilanglauf-Weltcups teil. In Salzburg wurde sie 27. des Sprints. In Salt Lake City nahm sie an den Olympischen Spielen 2002 teil. Im Sprint wurde sie 55., über 15 Kilometer kam sie nicht ins Ziel. Drei Jahre später startete sie bei den Nordischen Skiweltmeisterschaften 2005 in Oberstdorf, wo sie 64. des Sprints wurde. Auch bei den nordischen Langlaufwettkämpfen in Pragelato Plan trat Gorohova 2006 im Sprint an und wurde 62.

## Biathlon-Weltcup-Platzierungen
Die Tabelle zeigt alle Platzierungen (je nach Austragungsjahr einschließlich Olympische Spiele und Weltmeisterschaften).
- 1.–3. Platz: Anzahl der Podiumsplatzierungen
- Top 10: Anzahl der Platzierungen unter den ersten zehn (einschließlich Podium)
- Punkteränge: Anzahl der Platzierungen innerhalb der Punkteränge (einschließlich Podium und Top 10)
- Starts: Anzahl gelaufener Rennen in der jeweiligen Disziplin

| Platzierung                      | Einzel | Sprint | Verfolgung | Massenstart | Staffel | Gesamt |
| -------------------------------- | ------ | ------ | ---------- | ----------- | ------- | ------ |
| 1. Platz                         |        |        |            |             |         |        |
| 2. Platz                         |        |        |            |             |         |        |
| 3. Platz                         |        |        |            |             |         |        |
| Top 10                           |        | 1      |            |             |         | 1      |
| Punkteränge                      |        | 1      |            |             |         | 1      |
| Starts                           | 26     | 61     |            |             |         | 87     |
| Stand: nach der Saison 2009/2010 |        |        |            |             |         |        |